# Tipón
Tipón è una rovina inca del XV secolo che si trova all'interno della Valle Sacra e a 3.400 metri sul livello del mare. Il complesso si estende per 239 ettari e si trova a 22 chilometri, a sud-est, da Cusco. È composto da ampie terrazze agricole irrigate da canali d'acqua che passano per le sorgenti.

## Storia
Il vero scopo di Tipón non è noto. Persino il nome non si sa perché sia così. L'unico cosa che possiamo sapere e che nei  Commentari reali degli Inca vi è scritto il nome di questa rovina.
L'autore di quest'opera sostiene, che l'Inca di Viracocha disse a suo padre, con forza, di contruire tale palazzo. Alcuni archeologi sostengono che questo palazzo sia proprio questo, ma non è ancora certo.